# Lilla Bommen

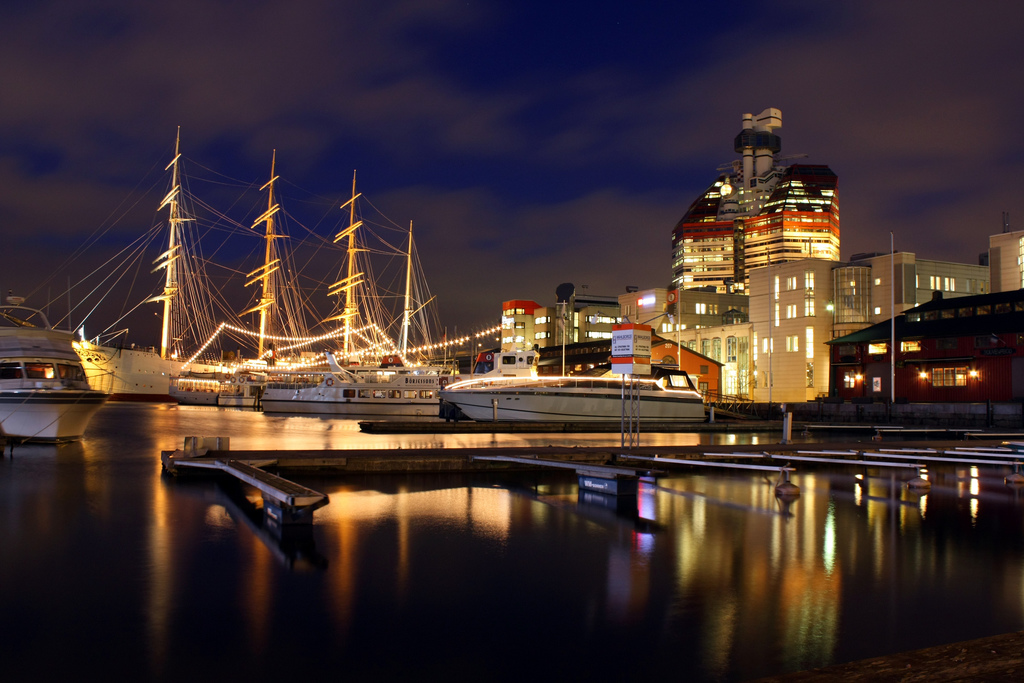
Lilla Bommen i januari 2009.

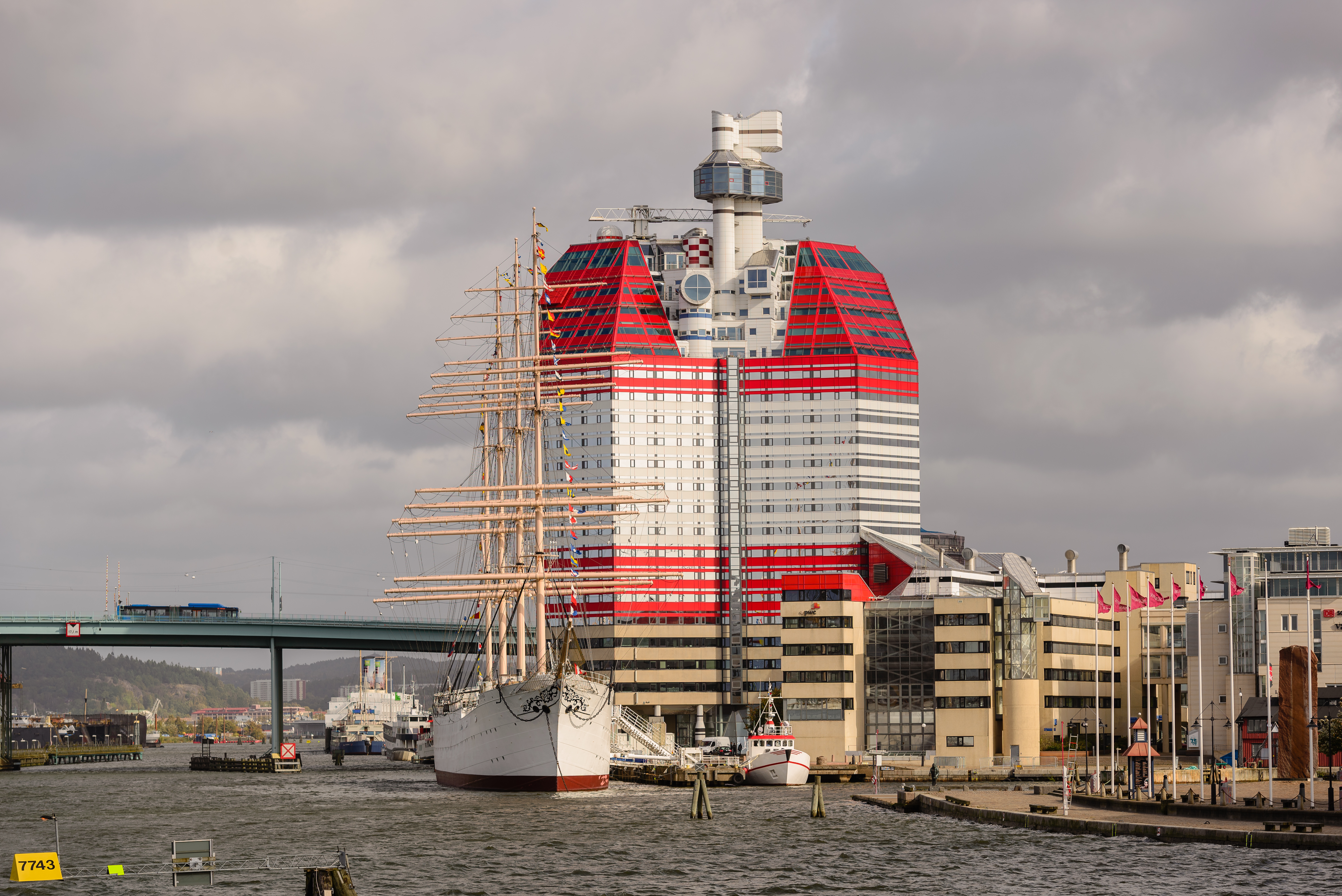
Lilla Bommen och Skanskaskrapan sett från Göta älv.

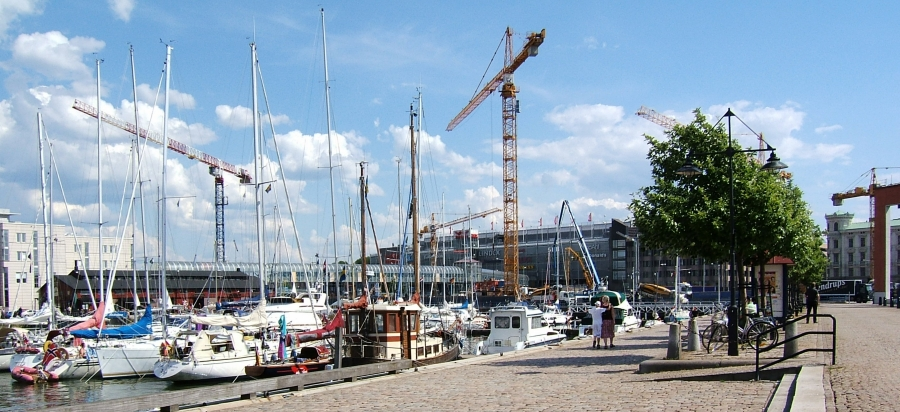
Gästhamnen vid Lilla Bommen. Konstverket utanför Göteborgsoperan skymtar till höger.

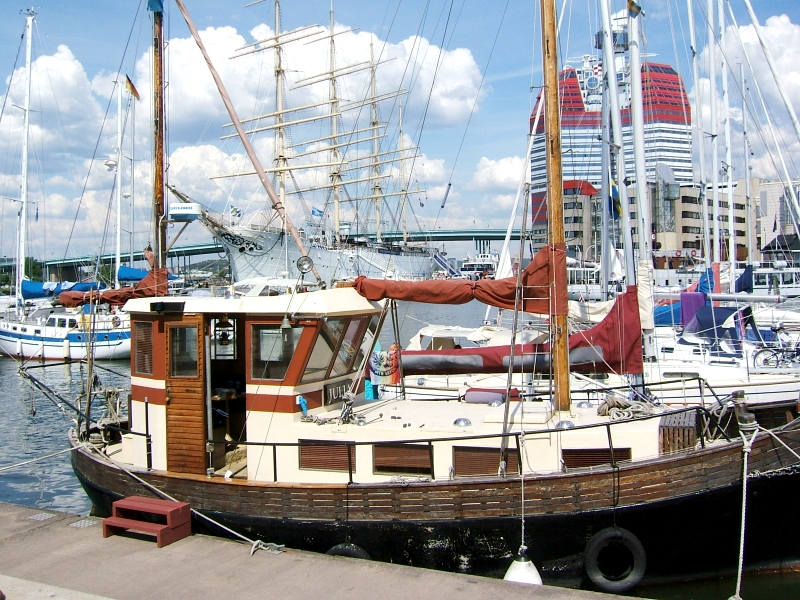
Gästhamnen vid Lilla Bommen bort mot barken Viking med Götaälvbron och Skanskaskrapan i fonden.

Lilla Bommen är en gästhamn, invigd 1973, strax norr om Göteborgs stadskärna, vid kanten av Göta älv, men också namnet på ett större landområde kring gästhamnen. Hamnen anses ha kommit till på 1640-talet. Båthamnen var färdigbyggd år 1860, och kajlängden var 525 meter med ett vattendjup på 3,5 meter. Lilla Bommen blev snabbt Göteborgs hamn för kanaltrafik och inrikessjöfart, där lastbåtar och passagerarbåtar utgick ifrån, för att genom Göta älv, Göta kanal och sjöarna nå Stockholm och Norrköping.
På hamnbassängens västra sida ligger Göteborgsoperan som stod färdig 1994. På hamnbassängens östra sida ligger ett kontorsområde med höghuset som även det bär namnet Lilla Bommen men som i folkmun kallas Skanskaskrapan eller Läppstiftet. Skeppet Barken Viking ligger vid kajen precis öster om Lilla Bommen.

## Namnet
Lilla Bommen och Stora Bommen har båda fått sina namn på grund av de bommar som blockerade vattenvägen för båtars in- och utresor. Vid bommarna samlades även tull in till kronan.
Hamnen låg placerad mellan de båda befästningsverken (bastionerna) Gustavus Primus, vid nuvarande Göteborgsoperan, och S:tus Ericus, som var placerad mellan nuvarande "Läppstiftet" och hamnen.

## Historik
Förr fanns det en kanal, Östra Hamnkanalen, som gick från Lilla Bommen, mellan de båda Östra Hamngatorna bort till Brunnsparken. Östra Hamnkanalen fylldes igen år 1936, och 1937-38 fylldes cirka en tredjedel av Lilla Bommens hamn igen (den inre delen) till i höjd med Mårten Krakowgatans förlängning. En flytt av all båttrafik till Gullbergskajen var under en tid ett alternativ. Hela hamnen skulle då fyllas igen.
Lilla Bommens bro gick över Östra Hamnkanalen vid dess utlopp i Lilla Bommens Hamn. Den band samman Kanaltorget med S:t Eriks Torg. Bron försvann 1936, då kanalen fylldes igen. Det var en bred bro med järnvägsspår och mycket annan trafik.
Öster om hamnen ligger Lilla Bommens torg, ett namn som fastställdes 1883. Torget kom till genom att vallgraven från Fattighusån till Lilla Bommen fylldes igen år 1878, då ett större område nordost om hamnen skapades.
Det gamla kruthuset vid Lilla Bommen började rivas den 7 oktober 1862. Kanalbåtarna fick sin tilläggsplats, sin station, 1872 vid den nya kajen vid Lilla Bommen.
"Stadstjänareholmen" var ett område som låg utanför Vallgraven, vid Lilla Bommen. Området arrenderades av snickarmästare Hultman, som senare fick ge namn åt Hultmans holme.
Vid Lilla Bommen uppfördes 1899 ett stationshus för stationen Göteborg Västgöta som utgjorde ändstation för Västergötland-Göteborgs Järnvägar.
Lilla Bommens gästhamn invigdes den 29 juni 1973 av kommunfullmäktiges ordförande Hans Hansson. Hamnen drivs av det kommunala bolaget Liseberg.

## Götabåten

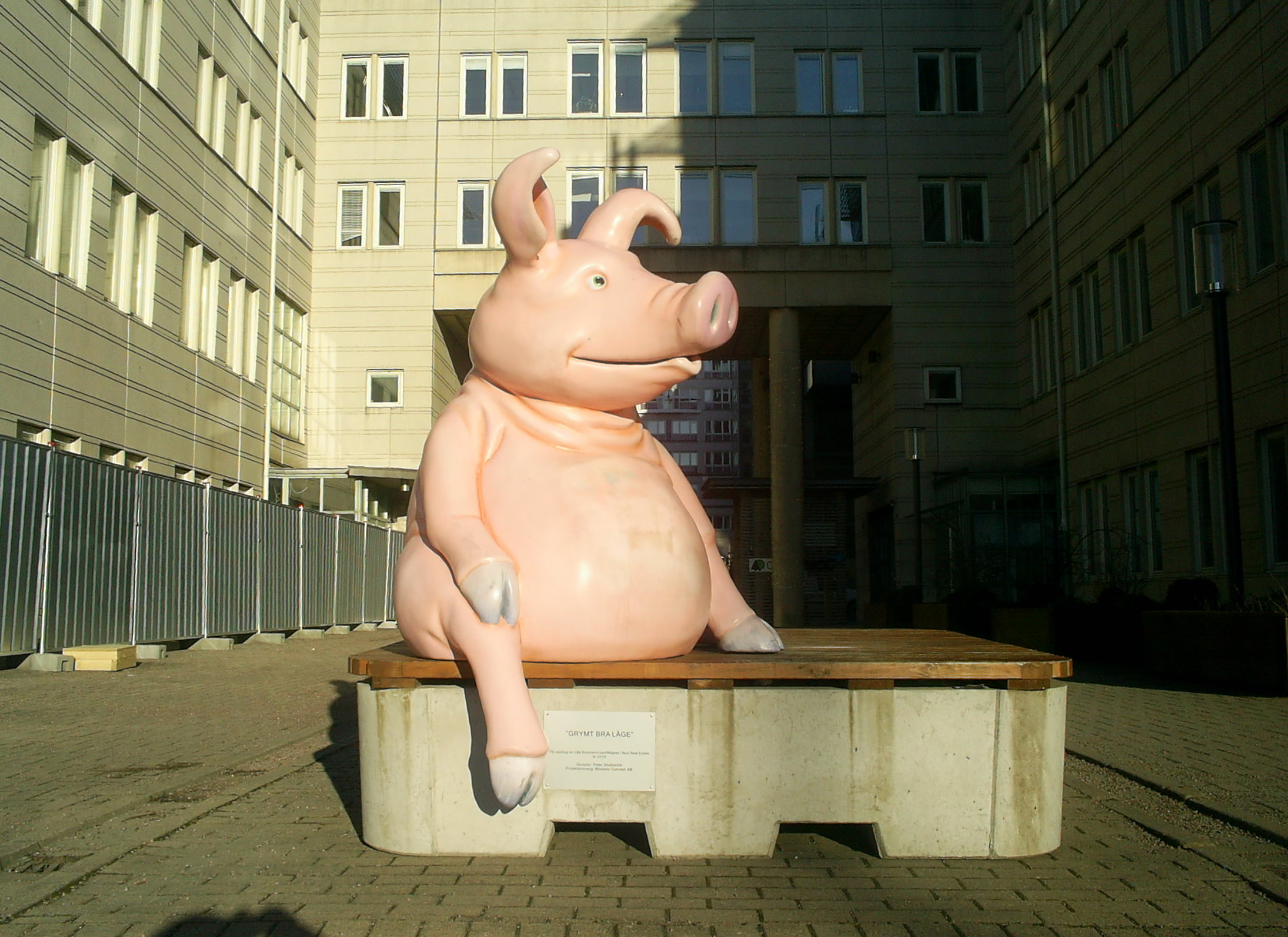
Lilla Bommens torg 2022.

I juli 2001, i samband med schaktningar i S:t Eriksgatan vid Lilla Bommen och byggandet av Götatunneln, hittades ett båtvrak från mitten av 1600-talet, som kom att kallas för "Götabåten". Båten låg begravd under mer än tre meter tjocka fyllnadsmassor och på ett djup av cirka 60 cm under dagens älvnivå. Vad som återstod av båten var ett 10 x 3 meter stort sammanhängande skrovparti, bestående av köl, akterstäv samt delar av skrovsidorna. Båten var i huvudsak byggd av ek och furu, och var 12 meter lång.

## Göta Elf-olyckan
Den 15 april 1908 kantrade ångaren Göta Elf i Lilla Bommens hamn, fullastad med passagerare och gods. Fler än tjugo personer omkom. Händelsen fick stor uppmärksamhet även i rikspressen.